# 剑桥大学格顿学院
剑桥大学格顿学院 是剑桥大学的一个学院。格顿学院由艾米丽·戴维斯和芭芭拉·博迪肯于1869年建立，是英格兰第一所寄宿制女子学院。1977年学院开始招收男性院士，1979年学院开始招收男性本科生，现在男性本科生约占学院人数的一半。
学院主要建筑位于距剑桥市中心西北4千米的格顿，但在艾萨克牛顿数学科学研究所附近的沃尔夫森堂也是学院的建筑。